# Ревес, Геза (политик)
Геза Ревес (венг. Géza Révész; 31 августа 1902, Шаторальяуйхей — 22 января 1977, Будапешт) — венгерский государственный деятель, министр обороны ВНР (1957—1960).

## Биография
С 13-летнего возраста учился на серебряных дел мастера. Был членом Венгерской коммунистической партии с момента её основания 24 ноября 1918 года. Юношей воевал в составе Венгерской Красной Армии, после поражения Венгерской Советской Республики бежал в Австрию, а оттуда перебрался в Чехословакию. Затем вернулся, чтобы заниматься подпольной организацией венгерского комсомола. 
В 1922 году был арестован и 12 мая 1923 года приговорён к 10 годам лишения свободы. В марте 1924 года по соглашению с СССР об обмене заключёнными выехал в Советский Союз. Получил техническое образование и работал военным инженером, став офицером Красной Армии. Во время Второй мировой войны вначале работал в тылу в Челябинске, затем возглавил партизанскую школу в Киеве и в рядах РККА принимал участие в боевых действиях по освобождению Венгрии.
С установлением Венгерской Народной Республики поступил на государственную службу. В 1947—1948 гг. посол Венгрии в Польше. Затем работал в Министерстве обороны. После подавления Венгерского восстания 1956 года занимал в 1957—1960 гг. пост министра обороны Венгрии. Затем в 1960—1963 гг. посол Венгрии в Советском Союзе.
С 1967 г. и до конца жизни возглавлял Общество венгерско-советской дружбы. Одновременно с 1969 г. председатель Центрального Комитета народного контроля.